# (21633) Hsingpenyuan
(21633) Hsingpenyuan est un astéroïde de la ceinture principale d'astéroïdes.

## Description
(21633) Hsingpenyuan est un astéroïde de la ceinture principale d'astéroïdes. Il fut découvert le 13 juillet 1999 à Socorro (Nouveau-Mexique) par le projet LINEAR. Il présente une orbite caractérisée par un demi-grand axe de 2,36 UA, une excentricité de 0,09 et une inclinaison de 5,6° par rapport à l'écliptique.

## Compléments